# أردن شو
أردَن تشو (بالإنجليزية: Arden Cho) مواليد 16 أغسطس 1985 في أماريلو، تكساس، الولايات المتحدة، هي ممثلة أمريكية بدأت مسيرتها الفنية عام 2004. درست في جامعة إلينوي في إربانا-شامبين.

## وصلات خارجية
- الموقع الرسمي
- أردن شو على موقع IMDb (الإنجليزية)
- أردن شو على موقع ألو سيني (الفرنسية)
- أردن شو على موقع ميوزك برينز (الإنجليزية)
- أردن شو على موقع أول موفي (الإنجليزية)
- أردن شو على موقع قاعدة بيانات الفيلم (الإنجليزية)
- أردن شو على موقع كينوبويسك (الروسية)